# Комбат (песня)
«Комба́т» — песня на стихи поэта Александра Шаганова и музыку композитора Игоря Матвиенко, написанная в начале 1990-х годов.
Песня была выпущена группой «Любэ» в альбоме «Комбат» в 1996 году, однако записана и исполнена она была ещё в мае 1995 года, к 50-летию Победы в Великой Отечественной войне, первой из одиннадцати песен альбома.

## Содержание
Николай Расторгуев с хмурым видом повествует о нелёгких буднях командира батальона, — «Батяни-комбата», — который никогда не прятался за спины своих подчинённых — 18-летних призывников. Тяжкая ноша командира — каждодневный риск своей собственной жизнью и жизнью своих солдат, ведь не ровен час, на войне поймать свою пулю. На войне как на войне — всё серьёзнее чем в кино. Войска испытывают непрекращающуюся нехватку боеприпасов и довольствия, но отступать им некуда — за ними Россия, Москва и Арбат.

## История написания песни
Поэт Александр Шаганов признался в интервью «Российской аграрной газете», что стихи песни «Батяня-комбат» пролежали у него в письменном столе около двух лет, и только потом родилась песня, которую запела вся страна. «Там за туманами», «Комбат» и многие другие песни с высокой темой пришли к нему совершенно неосознанно. Композитор Игорь Матвиенко, который и написал музыку к песне, поведал в интервью «Московскому комсомольцу», что сразу после выхода песни «Комбат» ему пришло по почте около полусотни сочинений в подобном стиле.

## Релиз
Солист группы «Любэ» Николай Расторгуев в интервью «Вечерней Москве» назвал точную дату записи песни — 7 мая 1995 года. Певец подтвердил, что песня была записана коллективом ко дню 50-летия Великой Победы, просто по случаю праздника. Но, к общему удивлению музыкантов, она тут же пошла в народ и стала мегахитом. С неё же и начался переход группы на военную тематику. Позже певец раскрыл в интервью Gzt.ru, что артисты не могли не отразить чеченскую кампанию, – отсюда выросли и «Комбат», и более поздняя «Солдат», – а сам он считает «Комбат» мегахитом народного значения и единственной достойной песней о войне, которая появилась в 90-е годы, а потому и нашла отклик у участников всех войн – и афганской, и чеченской. Как отмечает заведующий отделом общества газеты «Коммерсантъ» Юрий Яроцкий, с выходом песни в 1995 году для группы настал настоящий звездный час. Тогда, в разгар празднования 50-летия Победы, и появилась песня «Комбат». И она стала не просто хитом, но чуть ли не гимном юбилея. А с учётом того, что ветераны Великой Отечественной войны к современной культуре относятся без особого восторга, успех, по мнению Яроцкого, был беспрецедентным. Продюсер Игорь Матвиенко предпочитает объяснять успех песни в категориях аудио: «Звучное слово из двух слогов, оба закрытые… Слово «офицер» не такое звучное, и меня оно вряд ли зацепило бы».

## Рецензии и критика
Главный редактор «Музыкальной газеты» Олег Климов, комментируя выход альбома «Комбат», намеренно не касается содержимого альбома и его заглавной песни, которую знает весь бывший СССР, так как, по его мнению, — это было бы с его стороны просто невежливо. Радиоведущий и музыкальный критик Борис Барабанов, в своей рецензии на альбом «Свои», назвал песню «Комбат» главным хитом группы «Любэ».
Музыкант Егор Летов совместно со своими одногруппниками из коллектива «Гражданская оборона» всегда слушал песню «Комбат» во время застолий. «„На войне, как на войне…“ — В них есть вот это…» — так музыкант охарактеризовал особый символизм песни и определил рок как метод и средство, за которые погибать не нужно, а нужно, по словам Летова, «за идею и за Родину…».

## Клип
Как сообщало популярное издание «Музыкальная правда», основные съёмочные работы над клипом на песню «Комбат» велись в Анапе, недалеко от места дислокации одного из крупных российских десантных соединений. В первый раз съемочная группа (режиссёр Степан Михалков по другой версии это был его отец Никита Михалков, оператор Сергей Козлов) сняла эпизоды с изображением боевых действий в августе 1996-го, а в сентябре того же года авторы снова отправились к десантникам, в главной роли снялся генерал Александр Солуянов,. Вместо занятого работой над художественным фильмом Сергея Козлова, наиболее вероятными кандидатами на операторскую работу при съёмках «Комбата» были Максим Осадчий и Владислав Опельянц. В итоге клип на экраны не вышел.

## Примечательные истории
Заместитель главного редактора журнала «Коммерсантъ Власть» Вероника Куцылло в опросе, проведённом журналистами об авиа-инцидентах, поведала об истории, которая случилась в разгар Президентской кампании 1996 года. Тогда Борис Ельцин любил выступать перед народом прямо на улицах. Чтобы его слышали не только первые ряды, служба безопасности Президента возила с собой огромные колонки запредельной мощности. И вот однажды, на обратном пути из одного российского города, уже расслабившимся сотрудникам службы безопасности пришла в голову оригинальная идея — подключить к президентским колонкам магнитофон. Подключили. И с мощностью около ста децибел прямо в летящем самолёте рвануло: «Комбат, батяня, батяня, комбат! За нами Россия, Москва и Арбат!» Сотрудники службы безопасности Президента хором подхватили: «Огонь, батарея, огонь, батальон!» — и отбивали ритм ногами. Самолёт раскачивался в такт. Стюардессы авиакомпании «Россия» с абсолютно белыми лицами бегали по проходу и пытались уговорить поклонников «Любэ» хотя бы уменьшить звук, но их, по понятным причинам, никто не слышал. Так и летели. Почему самолет не упал, – рассуждает Куцылло, – неизвестно до сих пор — видимо, спасло мастерство летчиков.
Другую примечательную историю поведал представитель NASA Карлос Фонтано в 2000 году. Каждое утро на борту Международной космической станции начиналось с песни, которая по выбору самого экипажа выбиралась в качестве «будильника» для космонавтов. Ежедневно команда в составе пятерых американских астронавтов и двоих российских космонавтов начинала свой орбитальный рабочий день под новую песню. Заявки при этом от каждого члена экипажа принимались в порядке общей очереди в Центре управления полетами. По просьбе россиянина Бориса Морукова на космической станции звучала «Комбат».

## Видео
- Исполнение песни на сцене в сопровождении военного хора в ходе премьеры альбома на YouTube «Комбат» в 1996 году
- «Любэ» исполняет песню «Комбат» на концерте на YouTube в «Олимпийском» по случаю 10-летия группы
- «Любэ» исполняет песню «Комбат» в ходе премьеры альбома на YouTube «Ребята нашего полка» в 2004 году
- «Любэ» в эфире телепередачи на YouTube «Достояние республики», 2010 год
- «Любэ» исполняет песню «Комбат» на концерте по случаю 65-летия на YouTube великой Победы, 2010 год
- «Комбат» в исполнении «Любэ» на концерте на YouTube в «Олимпийском» «ЛЮБЭ – 25 лет – 'За тебя, Родина-мать!'» 2014 год